# Nannerlia elongatissima
Nannerlia elongatissima är en kvalsterart som beskrevs av Sandór Mahunka 1984. Nannerlia elongatissima ingår i släktet Nannerlia och familjen Scheloribatidae. Inga underarter finns listade i Catalogue of Life.